# Leuven Aquatics
Leuven Aquatics (LAQUA), voorheen Koninklijke Leuvense Zwemclub, is een zwemclub en vzw in Leuven die naast een zwemschool een breed gamma van zwemsporten aanbiedt: zwemmen, artistiek zwemmen en waterpolo, en dit zowel voor recreatieve als competitieve sporters. Met een ruim duizend leden is het de grootste club van de Vlaamse Zwemfederatie en de Koninklijke Belgische Zwembond.
De club ging van start in 1914 met stamnummer 16 in het toenmalige openluchtzwembad 'De Boulevard'. Momenteel trainen de sporters van de club in de verschillende Leuvense zwembaden, maar ook in Sint-Pieters-Woluwe en Rotselaar. In Rotselaar werd zelfs een aparte zwemschool opgericht onder de naam Rotselaar Aquatics. In het waterpolo zijn zowel de eerste ploeg van de heren als die van de dames actief in de eerste klasse. De hoofdsponsor is het zwemkledingmerk Speedo. Vanaf de zomer van 2020 is voormalig topzwemster Brigitte Becue coach bij de club.
Bij de jeugd horen de waterpoloafdeling al jaren tot de top en sinds het seizoen 2020-2021 speelt de eerste herenploeg in de hoogste nationale competitie. De thuismatchen van deze herenploeg vinden plaats in zwembad Geerdegemvaart in Mechelen, wegens ontbreken van de benodigde topsportinfrastructuur in Leuven.

## Bekende atleten
De club heeft tientallen nationale topzwemmers voortgebracht, leverde deelnemers aan Europese (Junioren) Kampioenschappen en wereldkampioenschappen en maakte tot en met 2015 deel uit van het Brabant East Swimming Team. Bekende (voormalige) atleten zijn:
- Lander Hendrickx
- Ken Cortens
- Jolien Vermeylen
- Alexis Borisavljevic
- Valentin Borisavljevic.